# Аранкон
Аранкон је општина у провинцији Сорија у Шпанији. Налази се у подножју планина Ел Алмуерзо и Сенсехо. У овој општини налазе се следећа насељена места: Аранкон, Тозалморо, Омењака, Калдеруела, Нијева де Калдеруела и Кортос.

## Становништво
| 1981. | 1991. | 2001. | 2011. |
| ----- | ----- | ----- | ----- |
| 125   | 124   | 116   | 97    |